# Les Aventures de Perri
Pour plus de détails, voir Fiche technique et Distribution.
Les Aventures de Perri (Perri) est le premier et unique docu-fiction animalier de la série True Life Fantasy, dérivée des True-Life Adventures, produit par les studios Walt Disney en 1957. Il est inspiré du roman Perri l’écureuil (Die Jugend des Eichhörnchens Perri), de Felix Salten, l'auteur de Bambi. Le personnage principal de l'histoire est un écureuil.

## Synopsis
Le personnage principal de l'histoire est une jeune écureuil que l'on suit depuis sa naissance, qui apprend la vie forestière et qui se lie d'amitié avec Porro, un écureuil masculin. Le film est découpé en saisons appelées : le Temps de la Beauté, Temps de la Paix, Temps de la Chasse ou le Temps Ensemble.

## Fiche technique
- Titre original : Perri
- Titre français : Les Aventures de Perri
- Réalisateur : N. Paul Kenworthy Jr., Ralph Wright
- Narrateur : Winston Hibler
- Présentateur : Walt Disney
- Producteur : Winston Hibler
- Directeur de production : Louis Debney
- Scénario : Ralph Wright, Winston Hibler d’après Felix Salten
- Musique : Paul J. Smith
  - Chef d'orchestre : Carl Brandt, Franklyn Marks
  - Compositeur : George Bruns, Gil George, Winston Hibler, Paul J. Smith, Ralph Wright
  - Montage sonore : Evelyn Kennedy
- Technicien du son : Robert O. Cook
- Image : Joel Colman, Roy Edward Disney, Warren Gars, John P. Hermann, Paul Kenworthy, David Meyer, Walter Perkins, William Ratcliffe, James R. Simon
- Montage : Jack Atwood
- Effets visuels : Peter Ellenshaw
- Effets spéciaux: Ub Iwerks, Joshua Meador
- Société de production : Walt Disney Productions
- Société de distribution : Buena Vista Distribution
- Pays : États-Unis
- Langue : anglais
- genre : docu-fiction animalier
- Durée : 75 minutes
- Date de sortie : 28 août 1957

Sauf mention contraire, les informations proviennent des sources suivantes : Leonard Maltin, IMDb

## Sorties cinéma
Sauf mention contraire, les informations suivantes sont issues de l'Internet Movie Database.
- États-Unis : 28 août 1957
- France : 2 avril 1958
- Allemagne de l'Ouest : juillet 1958 (Berlinale) ; 31 octobre 1958 (nationale)
- Suède : 2 septembre 1958
- Hong Kong : 9 octobre 1958
- Italie : 4 décembre 1958
- Japon : 15 décembre 1958
- Finlande : 26 décembre 1958

## Origine et production
En 1957, le studio Disney s'essaye à un nouveau genre, basé à la fois sur le succès des documentaires animaliers de la série True-Life Adventures et sur la fiction, nommée True Life Fantasy, sur le principe des docu-fiction. Le studio a de grands espoirs pour cette nouvelle série qui permet d'ajouter de la fantaisie et de s'éloigner du film naturaliste. Pour cela, Disney choisit une histoire écrite par Felix Salten - l'auteur de Bambi - , intitulée Perri l’écureuil (Die Jugend des Eichhörnchens Perri).
La principale différence avec les films de la série True-Life Adventures réside dans des plans à la première personne où le spectateur est à la place de l'écureuil. Maltin note aussi des scènes préparées (scénarisées) et des effets spéciaux (ralenti, gros plan) qui écorneraient le caractère factuel des documentaires.
Le film a été obtenu en regroupant des extraits de films tournés par les mêmes photographes à l'œuvre dans les True-Life Adventures. Paul Kenworthy et Ralph Wright ont ainsi passé deux années complètes dans la forêt nationale d'Uinta dans l'Utah pour avoir des images des quatre saisons et un hiver dans la vallée de Jackson Hole dans le Wyoming. Ils ont dû s'armer de patience, construire des plateformes dans les arbres à 15 pieds (4,57 m) de haut et planifier beaucoup d'éléments afin d'avoir les images souhaitées. Au total 200 000 pieds (60 960 m) de film 16 mm ont été tournés pour les 8 000 pieds (2 438 m) du film final.
Juste avant la sortie du film, l'émission Walt Disney Presents (sur ABC) du 25 septembre 1957 est consacrée à la promotion du film avec un documentaire intitulé Adventure in Wildwood Heart.

## Analyse et accueil du film
Pour Leonard Maltin, cette docu-fiction n'a de fictif que son scénario, toutes les actions des animaux étant bien des prises de vues réelles, seulement patiemment collectées. Une fois de plus, le film est largement porté par une composition musicale suscitant un sentiment de beauté et de joie. 
Le film a été bien accueilli à sa sortie, mais comme l'écrit Archer Winsten du New York Post : « C'est une purée de nourriture pour bébé qui peut être considérée comme indigeste pour les adultes. » Pour la plupart des critiques, c’est le concept de docu-fiction qui pose un problème en mélangeant du réel avec de la fiction ; le résultat semble manquer d'intégrité. Par la suite, le studio Disney n'a plus produit de docu-fiction classée comme telle, et « a laissé les images de la nature parler par elles-mêmes. »